# Aspilus marginatus
Aspilus marginatus är en skalbaggsart som beskrevs av Max Quedenfeldt 1884. Aspilus marginatus ingår i släktet Aspilus och familjen Cetoniidae. Inga underarter finns listade.